# 56 Herculis
56 Herculis är en gul jätte i Herkules stjärnbild.
Stjärnan har visuell magnitud +6,06 och är synlig vid mycket god seeing. Den befinner sig på ett avstånd av ungefär 445 ljusår.